# Vickers Vireo

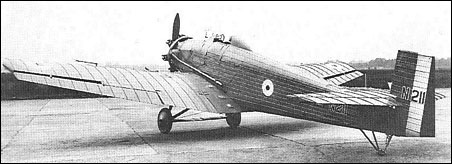

Vickers Vireo là một mẫu máy bay tiêm kích hải quân thử nghiệm của Anh, chỉ có duy nhất 1 chiếc được chế tạo.

## Tính năng kỹ chiến thuật
Dữ liệu lấy từ Andrews & Morgan 1988, tr. 222
Đặc điểm tổng quát
- Kíp lái: 1
- Chiều dài: 27 ft 8 in (8.43 m)
- Sải cánh: 35 ft 0 in (10.67 m)
- Chiều cao: 11 ft 5 in (3.45 m)
- Diện tích cánh: 214 ft2 (19.88 m2)
- Trọng lượng rỗng: 1.921 lb (871 kg)
- Trọng lượng có tải: 2.553 lb (1.158 kg)
- Động cơ: 1 × Armstrong Siddeley Lynx IV, 230 hp (170 kW)

Hiệu suất bay
- Vận tốc cực đại: 120 mph (193 km/h)
- Trần bay: 14.750 ft (4.496 m)

Vũ khí trang bị
- 2× súng máy Vickers Auto RC (type E)